# Konstantin Nikolajevič Leonťjev
Konstantin Nikolajevič Leonťjev (rusky Константин Николаевич Леонтьев, 13. lednajul./ 25. ledna 1831greg. – 12. listopadujul./ 24. listopadu 1891greg.) byl ruský spisovatel, literární kritik a filozof. Jeho hlavní doménou byla teorie kultury, kritika současnosti a estetické pojetí jsoucna. Nebyl slavjanofil, ovšem na jeho názory lze hledět jako na jeden z projevů degenerace slavjanofilství.

## Život
Leonťjev vystudoval medicínu na Moskevské univerzitě. Leonťjev byl v Krymské válce vojenským lékařem, potom provozoval praxi doma na venkově. Po nějakém čase vstoupil do služeb zahraničního úřadu a stal se velvyslancem v různých městech Turecka, kde se obrátil k pravoslaví, vzdal se svého postavení a prožil více než rok na Athosu. Ke konci života se nastěhoval do  Optiny Pustyně a přijal tajné postřižení na mnicha. Odjel do  Trojicko-sergijevské lávry a tam zemřel.

## Názory
Díky svému pojetí dějin bývá Leonťjev řazen k Danilevskému a jeho teorii kulturně-historických typů. Vasilij Zeňkovskij se však domnívá, že k této teorii dospěl bez přímého vlivu Danilevského. Převzal klasifikaci tří stádií organismu Danilevského a aplikoval ji na vývoj společnosti:
- Stádium prvotní jednoduchosti (v něm se prvky celku teprve rýsují)
- Stadium vzkvétající složitosti a jednoty (prvky se maximálně individualizují a vytvářejí přísnou hierarchii)
- Stádium druhotného smíšeného zjednodušení (prvky ztrácejí svou osobitost a celek se rozkládá).

Leonťjev tvrdil, že Západ s jeho buržoazní rovností a zjednodušením sociálních vztahů vstoupil do stadia úpadku, zatímco Rusko čeká etapa vzkvétající složitosti.
Leonťjev žene do extrému dualismus mezi světem, který pomijí, a Kristovým královstvím. Pro něho jsou dějiny koneckonců dějinami objevení se Antikrista, smrti, zničení a Bůh se člověku zjevuje pouze proto, aby zachránil jeho duši.

## Vliv
Nikolaj Berďajev v předmluvě ke knize O otroctví a svobodě člověka psal, že na formování jeho sociálních názorů měl vliv mj. Konstantin Leonťjev.

## České překlady
- LEONT'JEV, Konstantin Nikolajevič. Pembe: povídka z epirsko-albánského života. Překlad Gabriela Foustková. V Praze: J. Otto, 1903. 84 s. cnb000597631.
- LEONT'JEV, Konstantin Nikolajevič. Byzantinismus a slovanstvo. Červený Kostelec: Pavel Mervart, 2011. 203 s. ISBN 978-80-7465-005-5.
- LEONT'JEV, Konstantin Nikolajevič. Vybrané stati. Vydání první. Olomouc: Nakladatelství Centra Aletti Refugium Velehrad-Roma, s.r.o., 2015. 294 stran. ISBN 978-80-7412-213-2.